# Bonnay (Somme)
Bonnay é uma comuna francesa na região administrativa de Altos da França, no departamento de Somme. Estende-se por uma área de 5,86 km². Em 2010 a comuna tinha 239 habitantes (densidade: 40,8 hab./km²).